# قایق بادبانی

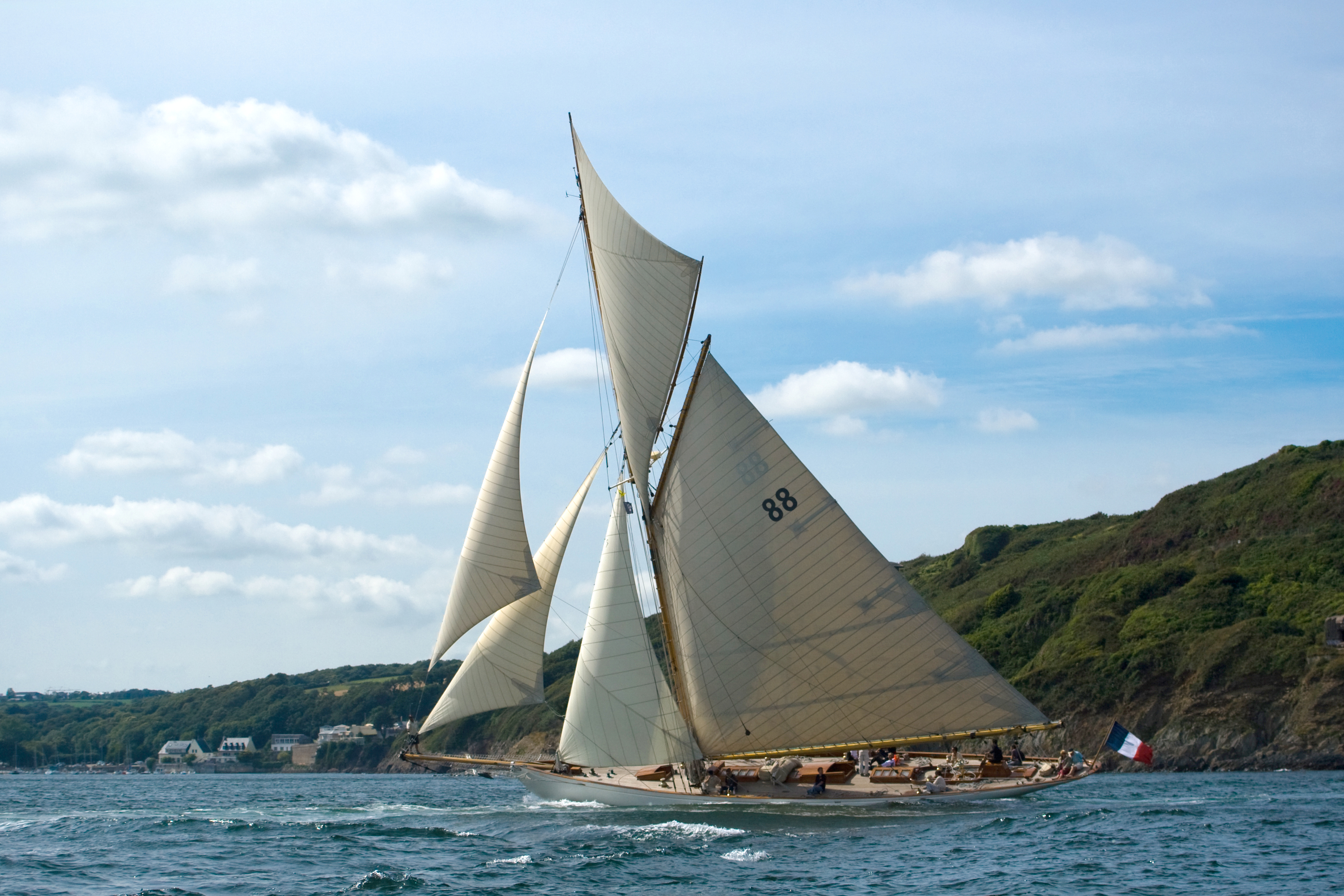
مون‌بیم از قایق‌های طراحی شده توسط ویلیام فیف - ۱۹۰۳ میلادی

یک قایق بادبانی معمولی با دکل برمودا

قایق بادبانی قایقی است که عمدتاً با نیروی باد حرکت می‌کند و از این نظر گونه‌ای ناو بادبانی است. قایق بادبانی بسته به نوع بدنه و بادبان‌های آن، نام‌های مختلفی دارد. قایق بادبانی عمدتاً در قایق‌رانی تفریحی و ورزشی بکار می‌رود، هرچند کاربردهای نظامی و پژوهشی و تجاری نیز دارد.
بسیاری از قایق‌های بادبانی یک وسیله رانش جایگزین دارند تا در زمانی که باد نباشد به حرکت قایق کمک کند. قایق‌های بادبانی کوچک از پارو استفاده می کنند.

## انواع قایق بادبانی
- دینگی: نام گونه‌ای قایق بادبانی کوچک و بدون کابین است.
- ویند سورفینگ
- انسین
- هابی
- لیزر
- باهیا
- مریت
- ژونو
- هانتر
- پیرسون
- کاتر
- کچ
- یاول
- اسکونر
- اسلوپ